# Marina Oroza
Marina Oroza Pérez (8 de febrero, Madrid) es una poeta, escritora, actriz y performer española.

## Biografía
Hija del poeta Carlos Oroza, se licenció en Magisterio por la Universidad de Barcelona en 1982.
Además de su obra poética publicada, ha destacado en el terreno de la performance artística y en su trabajo como actriz profesional.
Nacida de la fusión multidisciplinar colabora con grupos de acción poética, artistas visuales y músicos.
Desde sus primeros balbuceos poéticos ha puesto especial énfasis en investigar la oralidad poética, la presencia y el silencio, expresándose en códigos no convencionales como puso de manifiesto en su "Disección Poética en Público I, II, III, IV y V" escenificando un ritual y restituyendo a la palabra poética su sentido oracular y mágico.
Imparte cursos de su método personal para expresarse en público: "Pánico Escénico. El Arte de hablar en Público". 
Ha trabajado como actriz para Bigas Luna, Juan Antonio Bardem, Jaime de Armiñan, Jean Claude Bastos, Ramón Colomina, Carmelo Espinosa, Albert Vidal y Orestes Lara.
Sus poemas también figuran en revistas así como antologías. Ha escrito artículos para diarios y revistas. Ha sido invitada a participar con su obra en festivales junto a prestigiosos poetas, escritores y performers, en teatros, universidades, fundaciones y museos de España, Francia, Irlanda y Portugal.
Actualmente vive en Barcelona.

## Algunas publicaciones

### Libros de poesía
- Nuevo orden de las cosas, Libros de La Resistencia, 2021 ISBN 978-84-15766-78-3.
- Pulso de vientos, Ketres Editora, 1997,  ISBN 84-85256-84-0 con ilustraciones de Juan Genovés y prólogo de Jesús Ferrero.
- Así quiero morir un día, Huerga y Fierro, 2005 ISBN 84-8374-519-4.
- La chimenea de Duchamp, Editorial Ardora 2013 ISBN 978-84-88020-50-5.
- Esto es real, Amargord Editorial 2016 ISBN 978-84-944863-2-6.

### Antologías
- Poetas en blanco y negro, de Amalia Iglesias  (Abada Editores), ISBN 978-84-96258-76-1  - Páginas 415 a 417 Biografía y poema.
- Hilanderas II (Amargord Ediciones) ISBN 84-87302-32-7  - p. 109 a 125 Biografía y poemas.
- La voz y la escritura (Sial Ediciones) ISBN 84-96464-35-0  - p. 307 a 312 Biografía y poemas.

### Artículos
- La última obra de Duchamp – El País (11/08/2008).
- El poema que salvó el fuego – Revista de Occidente n.º 397, junio  de 2014.

### Participa con su obra en vivo
- Festival Poesía y performance Vociferio- Valencia (junio de 2019).
- Festival Kerouac NYC- New York (abril de 2019).
- Festival Kerouac Vigo- Vigo (septiembre de 2017).
- The Amaricas poetry festival of New York- New York (octubre de 2015).
- Recital poético 'Disección n.º 5' - Ciclo Espaisonor, en l’Espai d’Art Contemporani de Castellò (enero de 2012).
- X Jornadas Poéticas de la ACEC – Barcelona (noviembre de 2011).
- XXV Festival Internacional de Poesía de Barcelona- Barcelona (mayo de 2009).
- IV Edición de Cosmopoética- Córdoba (abril de 2007).
- Museo de arte contemporáneo Esteban Vicente- Segovia (abril de 2007).
- VI Festival de teatro Escena Contemporánea- Madrid (febrero de 2006).
- Festival Vanguardista DizSonante na Guarda- Portugal (noviembre de 2006).

## Actriz

### Cine
- Animia de cariño de Carmelo Espinosa, 1996.
- El ojo del fotógrafo de Iñaki Dorronsoro, 1993.
- Mi general de Jaime de Armiñán, 1986.
- Lola de Bigas Luna, 1986.

### Televisión
- Hospital Central. Serie producida para Telecinco. En el capítulo “Por naturales”, emitido el 8 de mayo de 2002.
- El súper. Teleserie española, emitida por Telecinco, dirigida por Orestes Lara. Marina Oroza interpretó el papel de Gloria durante la segunda temporada en el año 1997.
- Poblenou. Serie producida por TV3, 1994, en el papel de Marta Jardí.
- Lorca, muerte de un poeta. Serie producida por TVE en 1987, dirigida por Juan Antonio Bardem, en el papel de Mª Luisa Egea junto al actor inglés Nicolas Grace.